# Lehrde
Die Lehrde ist ein 32,4 km langer rechter Nebenfluss der Aller in Niedersachsen mit einer mittleren Wasserführung von rund 1,6 m³/s an der Mündung.

## Name
In den ersten schriftlichen Quellen heißt die Lehrde:
- in Lernam (786, Fälschung 12. Jh.)
- lerhna (um 1320)
- lerne (um 1520).

Wahrscheinlich leitet sich der Name vom altsächsischen Wortstamm *lēr- mit der Bedeutung 'Lehm, Schlamm' ab.

## Geographie

### Verlauf
Die beiden Hauptquelläste des kleinen Flusses entspringen am südöstlichen Siedlungsrand der Stadt Visselhövede und im Naturschutzgebiet Ottinger Ochsenmoor östlich von Kettenburg (Ortsteil von Visselhövede). Danach durchquert die Lehrde auf dem Weg nach Westen die hügelige Landschaft der Verdener Heide. Ihr teils kräftig strömender oberer und mittlerer Lauf ist durch einen Wechsel von schmalen Talsohlen und anmoorigen Becken gekennzeichnet. Ihr Unterlauf liegt ganz in der Ebene des Aller-Urstromtals.
Im Landkreis Heidekreis liegen die Ortschaften Stellichte und Lehrden. Im anschließend durchflossenen Südteil des Landkreises Verden nimmt sie nordöstlich von Wittlohe ihren von links kommenden größten Nebenfluss, den Vethbach, auf und mündet südlich von Hohenaverbergen in die Aller.

## Trivia
Entlang eines Teiles der Lehrde spielt sich die Handlung des Märchens von den Bremer Stadtmusikanten ab.